# José Luis Acquaroni Bonmatí
José Luis Acquaroni Bonmati (Madrid, 1919 - Madrid, 1983) va ser un escriptor espanyol.

## Biografia
Va néixer a Madrid de pares gaditans, encara que des de molt jove va marxar a Sanlúcar de Barrameda, on va passar la seva infància i part de la seva joventut. Va estudiar a l'Escola Naval Militar, que va haver d'abandonar per motius de salut. Va exercir el periodisme en el diari Ayer de Jerez de la Frontera. Entre 1953 i 1956 va residir a Madrid i posteriorment en Iberoamèrica quatre anys.
La seva novel·la Copa de sombra, que va ser Premi Nacional de Literatura en la modalitat de Narrativa en 1977, el títol de la qual prové d'un vers de Antonio Machado, a més d'estar brillantment escrita, té com a teló de fons la crueltat de la guerra, la misèria de la postguerra, la repressió política i sexual del Franquisme i els canvis socials i econòmics de la Transició Espanyola. Així mateix, queda patent una crítica oberta a la demagògia dels polítics, a la Postmodernitat i a la voracitat amb què destrueix la identitat tradicional de les societats. Va morir d'hepatitis a Madrid en febrer de 1983.

## Obres
- La corrida de toros (1951), assaig
- La rueda Catalina (1952), contes
- Muerte de trompeta (1954), contes
- El cuclillo de la madrugada (1954), contes
- El armario y 24 cuentos más (1967), contes
- Nuevas de este lugar (1965),
- El turbión (1967)
- El caballo andaluz (1970), narració
- Copa de sombra (1977), novel·la
- Andalucía, más que una nacionalidad (1980)
- A la hora del crepúsculo (1983)

## Premis
- Premio Nacional de Narrativa (Ministeri de Cultura) en 1977 per Copa de sombras
- Premi Hucha de Oro en 1968 Cuentos
- Premi Blasco Ibáñez en 1967 per El turbión
- Premi Ateneo en 1955 Narració Breu
- Premi Ínsula en 1954 Narració Breu
- Premi Camilo José Cela en 1954 Cuentos
- Premi Platero de contes en 1952